# Astroclubul Borealis Cluj-Napoca
Astroclubul Borealis este o organizație non-guvernamentală, non-profit inregistrată ca Asociație Astronomică la Cluj-Napoca în data de 25 octombrie 2010, de către Marian Niculescu, István Mátis, Dan Uza, Ilarie Grecu si Adrian Vancea.

## Scop
Asociația are ca scop promovarea astronomiei și a științelor conexe, popularizarea descoperirilor, realizărilor, informațiilor relevante acestor domenii precum și îmbunătățirea recunoașterii lor pe plan social.
Asociația are următoarele obiective și desfășoară următoarele activități:
- Sprijinirea educării comunității în domeniul astronomiei și al științelor conexe, atât in cadrul sistemului de invățământ, cât si în afara acestuia, prin organizarea de cursuri, seminarii, dezbateri, aniversări, comemorări, alte activități cultural-științifice;
- Organizarea si participarea la sesiuni de observații a obiectelor / evenimentelor astronomice, inregistrarea și răspândirea informațiilor cu caracter astronomic;
- Promovarea astronomilor amatori;
- Organizarea de activități recreative și socializare între membrii asociației;
- Efectuarea de vizite profesionale in țară și străinătate, menite să dezvolte relațiile colegiale cu alte instituții, asociații si organizații de profil;
- Cooperarea cu alte instituții, asociații și organizații naționale si internaționale cu interese similare;
- Efectuarea de călătorii la locurile de observare în condiții optime a evenimentelor astronomice cum ar fi eclipse, sau la alte destinații relevante pentru îndeplinirea scopului enunțat al asociației;
- Realizarea și menținerea unui sit pe Internet pentru prezentarea activității asociației și a membrilor săi;
- Activarea in grupurile de știri, foruri, grupuri de discuții de pe internet cu conținut relevant în îndeplinirea scopului propus;
- Editarea, susținerea și promovarea unor lucrări și publicații, inclusiv publicații editate sub egida asociației;
- Facilitarea accesului membrilor asociației la cărți, broșuri și a altor publicații cu conținut astronomic;
- Achiziționarea de fond de carte, publicații și dotări, pentru realizarea scopului asociației și în interesul membrilor acesteia;
- Facilitarea accesului la informare a membrilor asociației și a persoanelor interesate cu privire la studii, cercetări, burse, locuri de muncă, cursuri de pregătire sau informații curente îi domeniile de interes pentru asociație;
- Dezvoltarea infrastructurii observaționale și a instrumentelor optice pentru uzul asociației;
- Dezvoltarea de aplicații software cu rol in activitatea astronomică pentru uzul asociației;
- Consiliere în alegerea și exploatarea rațională a echipamentelor astronomice

## Istoric
Ideea formării unui astroclub local s-a născut în urma organizării la Cluj-Napoca a Zilei Internaționale a Astronomiei (10.05.2008) de către doi pasionați de astronomie (Cilian Andres și Marian Niculescu), ambii membri ai Societății Astronomice Române de Meteori (SARM) la acea dată. În același an, István Mátis, care a avut privilegiul să frecventeze Asociația Astronomică Maghiară (MCSE), motivat de exemplul asociației și cu intenția înființării unui astroclub în orașul său natal, s-a alăturat echipei. În urma acestor evenimente și al altor acțiuni astronomice ulterioare, s-au cristalizat principiile ce stau la baza funcționării noastre ca grup și denumirea sa: Astroclubul Borealis.
Ieșirile regulate la observații în diferite locații atât în municipiu cât și în jurul Clujului, dar și organizarea și participarea la evenimente importante cu ocazia Anului Internațional al Astronomiei (2009) au făcut ca Astroclubul Borealis să fie tot mai cunoscut publicului clujean. Aceste activități, combinate cu pasiunea pentru astronomie și dorința de cunoaștere a cerului înstelat a tot mai multor clujeni, au condus la formarea unui nucleu care a făcut următorul pas in toamna anului 2010, și anume de a înființa Asociația Astronomică Astroclubul Borealis ca persoană juridică de drept privat.

## Realizări
- Începând din 2008, Astroclubul organizează în fiecare an evenimentul de popularizare al astronomiei Ziua Astronomiei.

- În 2009, fiind anul internațional al astronomiei, Astroclubul Borealis a organizat sau coorganizat o serie de evenimente dedicate: "100 de ore pentru astronomie" în aprilie, expoziția "Mai aproape de stele" în mai și "Nopți Galileene" în octombrie. Pentru a-și realiza obiectivele Astroclubul Borealis a colaborat cu diferite instituții de învațământ, școli și facultăți și cu alte firme și organizații.

- În 2011 a organizat Ora Pământului la Cluj-Napoca, împreună cu Cercetașii României și Secția de Biologie-Ecologie a Uniunii Studenților Maghiari (KMDSZ) din Cluj-Napoca

- Eclipsa totală de lună din 15.06.2011 a putut fi urmărită alături de membrii și voluntarii Astroclubului Borealis la Observatorul Astronomic al Universității Babeș-Bolyai. Evenimentul a strâns mai mult de 350 participanți - cel mai mare număr de vizitatori ai Observatorului de la organizarea de asemenea evenimente pentru public. Eclipsa a fost proiectată pe un ecran și totodată transmisă în direct pe Internet pe pagina asociației pentru a putea fi urmarită de către toată lumea interesată.

- În fiecare an, Astroclubul organizează o tabără de astronomie pentru membrii săi, unde aceștia pot observa cerul pe o perioadă mai lungă, și fără poluare luminoasă, și unde au loc activități de socializare și schimburi de experiență.

- Numeroase ieșiri la observații, atât cele spontane, la periferia Clujului, cât și cele organizate, inclusiv pentru publicul larg, și până la expedițiile de astrofotografii în locuri mai îndepărtate.